# نجم‌الدین فارابی
نجم‌الدین فارابی (زاده ۱۴ آذر ۱۳۱۲ - درگذشتهٔ ۱۹ خرداد ۱۳۹۸) دونده اهل ایران بود.
وی در بازی‌های المپیک تابستانی ۱۹۵۶ در رشته ده‌گانه شرکت کرده و در رده دوازدهم قرار گرفته‌است.
فارابی ۱۵ سال رکوردار ایران در دو و میدانی بود.

## نتایج
- ۱۵۰۰ متر: ۲
- پرتاب نیزه: ۱۳
- پرش با نیزه: ۱۱
- پرتاب دیسک: ۱۴
- ۱۱۰ متر با مانع: ۱۴
- ۴۰۰ متر: ۱۳
- پرش ارتفاع: ۱۲
- پرتاب وزنه: ۱۴
- پرش طول: ۱۵
- ۱۰۰ متر: ۱۵